# Typhonium hunanense
Typhonium hunanense är en kallaväxtart som beskrevs av Hen Li och Z.Q.Liu. Typhonium hunanense ingår i släktet Typhonium och familjen kallaväxter. Inga underarter finns listade.